# Paralinhomoeus conicaudatus
Paralinhomoeus conicaudatus is een rondwormensoort uit de familie van de Linhomoeidae. De wetenschappelijke naam van de soort is voor het eerst geldig gepubliceerd in 1930 door Allgén.